# 중화민국 해양위원회
중화민국 해양위원회(中華民國海洋委員會)는 중화민국 정부의 중앙행정기구로써 중화민국 행정원에 소속되어있다. 2018년 4월 28일에 설립되었다. 중화민국의 해양정책, 해역안전, 해안관리, 해양보호육성, 영구적 발전, 해양과학기술 연구, 해양교육정책을 총괄해서 담당하고 있다. 해양위원회는 대만 남부지역에 설립된 첫 번째 중앙행정기관이다. 

## 연혁
- 2000년 1월 28일 - 행정원 해안순방서(行政院海岸巡防署) 설립
- 2010년 2월 3일 - 행정원조직법을 수정해 해양위원회를 증설
- 2015년 7월 1일 - 해양위원회조직법(海洋委員會組織法) 제정
- 2018년 4월 28일 - 해양위원회 정식 설립

## 같이 보기
- 중화민국 행정원